# Vajsjön
Vajsjön är en sjö i naturreservat Vajsjön i Norsjö kommun i Västerbotten och ingår i Skellefteälvens huvudavrinningsområde. Sjön har en area på 0,776 kvadratkilometer och ligger 290,8 meter över havet. Sjön avvattnas av vattendraget Noret. Sjön är känd för den rika förekomsten av fåglar, framförallt sjöfåglar och vadare. Längst ute på Djupudden finns ett fågeltorn varifrån man får god sikt över sjön.
Sjön ingår i naturreservatet Vajsjön.

## Delavrinningsområde
Vajsjön ingår i det delavrinningsområde (720573-167579) som SMHI kallar för Utloppet av Vajsjön. Medelhöjden är 315 meter över havet och ytan är 29,17 kvadratkilometer. Det finns inga avrinningsområden uppströms utan avrinningsområdet är högsta punkten. Noret som avvattnar avrinningsområdet har biflödesordning 4, vilket innebär att vattnet flödar genom totalt 4 vattendrag innan det når havet efter 119 kilometer. Avrinningsområdet består mestadels av skog (56 procent) och sankmarker (25 procent). Avrinningsområdet har 1,01 kvadratkilometer vattenytor vilket ger det en sjöprocent på 3,5 procent. Bebyggelsen i området täcker en yta av 0,85 kvadratkilometer eller 3 procent av avrinningsområdet.